# 1er bataillon, 5e régiment de Marines (États-Unis)
Pour les articles homonymes, voir 1er bataillon.
Le 1er bataillon, 5e régiment de Marines est un bataillon de l'armée américaine créé en 1914.